# Bifascia
Bifascia är ett släkte av fjärilar som beskrevs av Hans Georg Amsel, 1961. Bifascia ingår i familjen brokmalar, Momphidae.

## Dottertaxa tillBifascia, i alfabetisk ordning[1]
|  | Bifascia nigralbella |
|  | Bifascia yemenella   |